# Дук, Якоб
Якоб Дук (нидерл. Jacob Duck, также Ducq, Duyck, Duick, Duc; 1600, Утрехт — 22 января 1667, там же) — нидерландский живописец и гравёр.

## Жизнь и творчество
По некоторым сведениям, Якоб Дук родился в Утрехте. Начиная с 1611 года в Утрехте же он обучается в мастерской золотых дел мастера, в 1619 году сам становится мастером. С 1621 года берёт уроки гравёрных работ у Йоста Корнелиса Дрокслота. Член Гильдии Святого Луки в Утрехте с 1629 года.
Переехав из Утрехта, в 1636—1646 годах, живёт в Харлеме, затем, в 1656—1660 годах — в Гааге. Позднее, в 1661 году, возвращается в Утрехт, где и умирает. Был похоронен в монастыре св. Марии Магдалины в Утрехте.
Картины Якоба Дука преимущественно посвящены жанровым сценам, он изображал солдат, горожан и пр. Отлично владел чувством цвета, виртуозно отображал блеск ткани, точен в изображении мелких деталей. Полотна Я. Дука можно увидеть во многих музеях Европы и Америки: Центральный музей Утрехта в Нидерландах, Государственный Эрмитаж в России («Солдатская стоянка», «Караульня», «Веселое общество», «Игорный дом»), венский музей Лихтенштейнов, Дрезденская картинная галерея и картинная галерея Готы в Германии, Миннеаполисский институт искусств в США, Национальный музей художеств Кубы в Гаване и др.

## Галерея

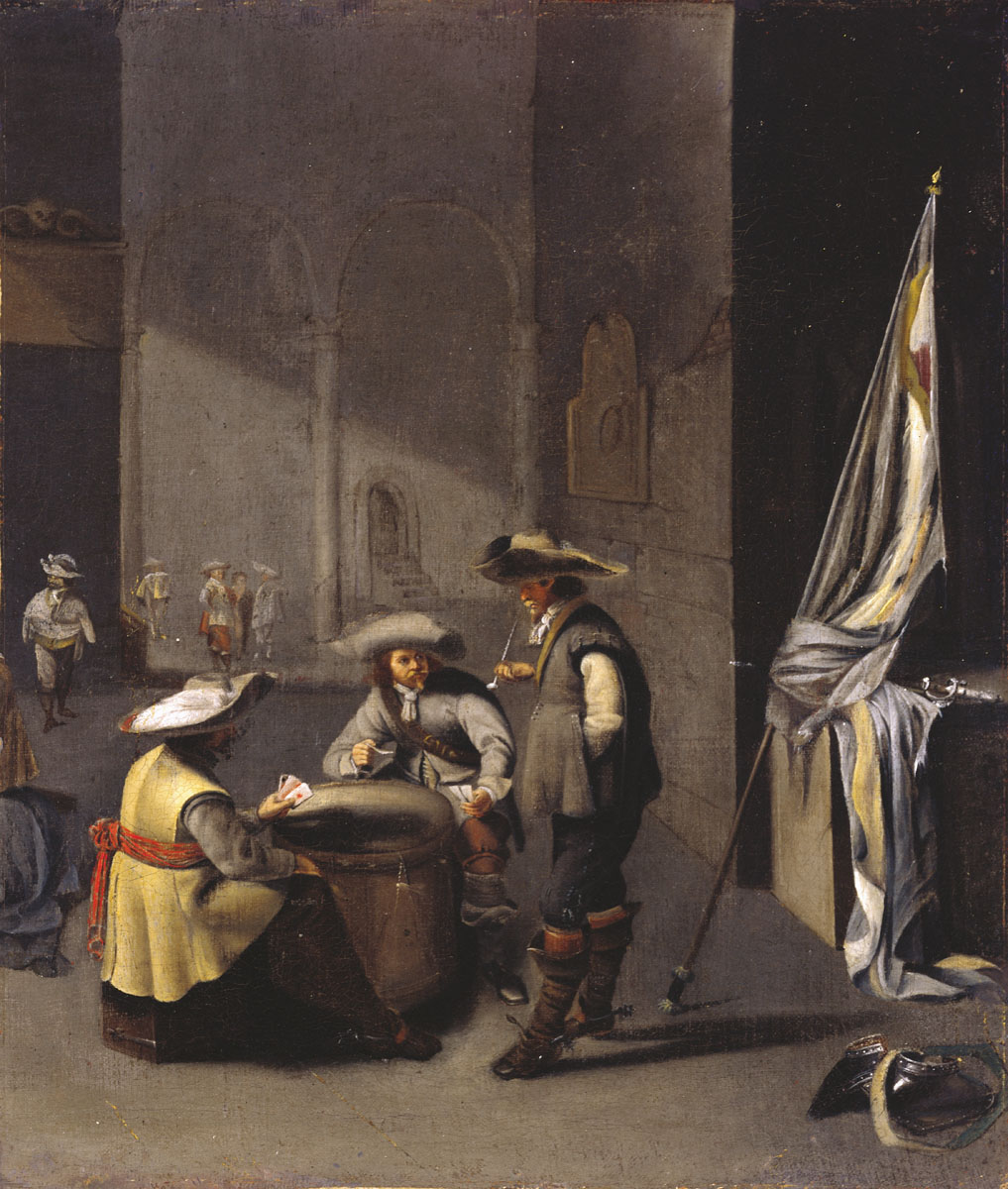
Солдаты, играющие в карты в караулке
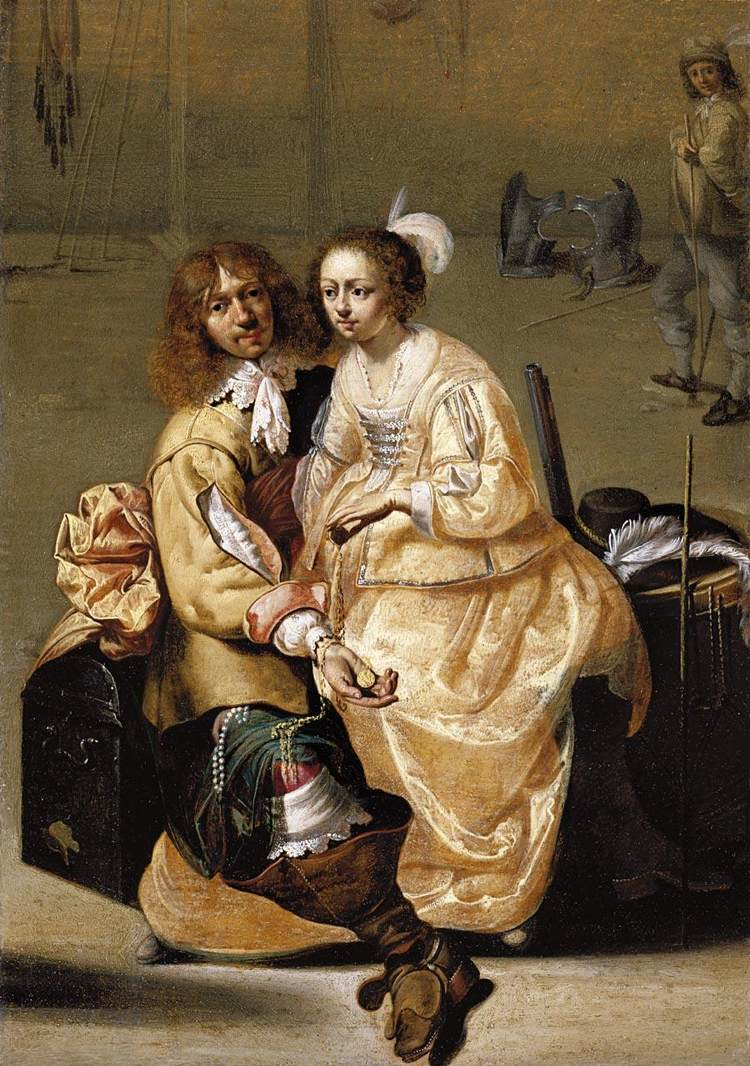
В гвардейском помещении (ок. 1630)
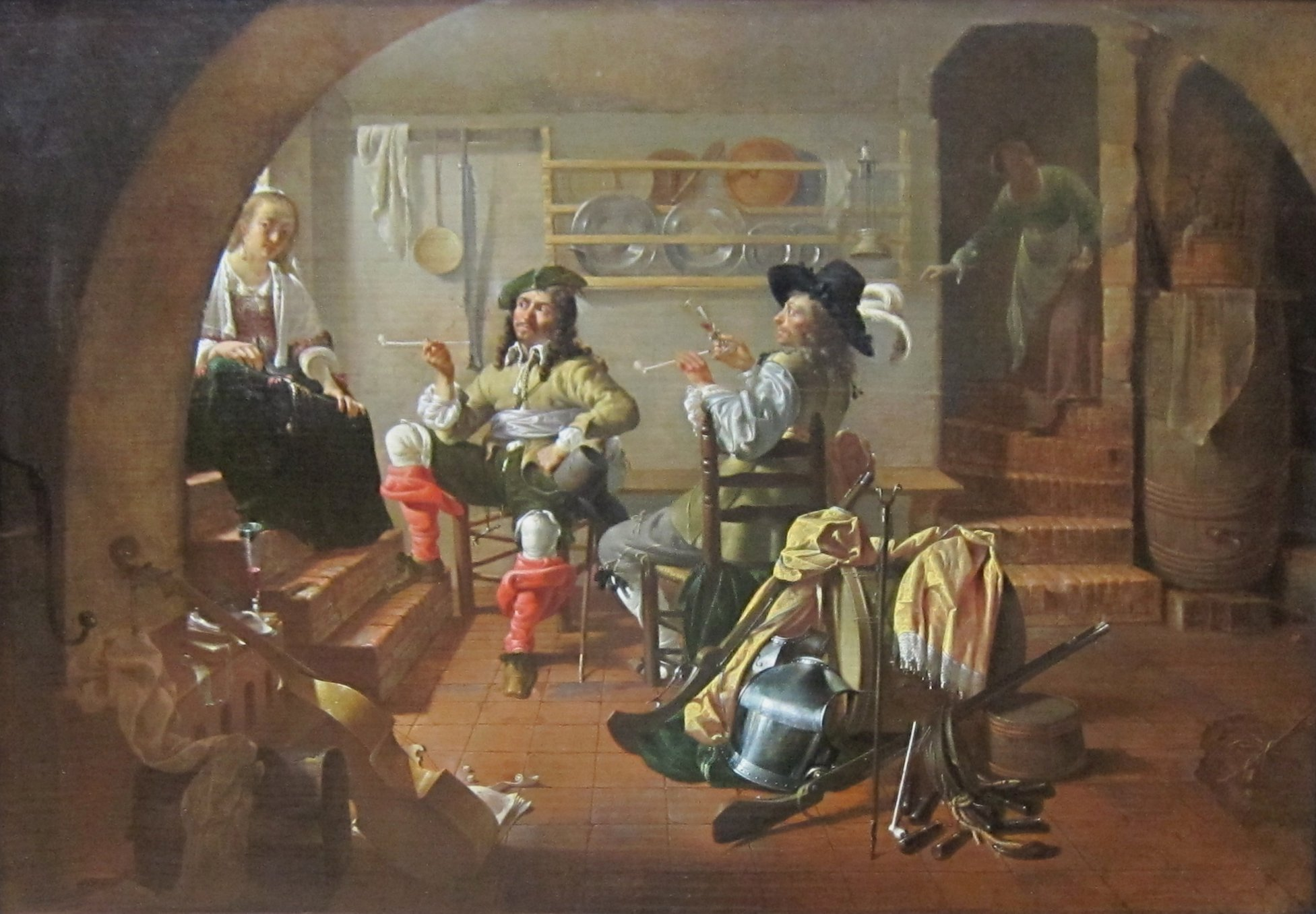
Солдаты и девушки (ок. 1650)
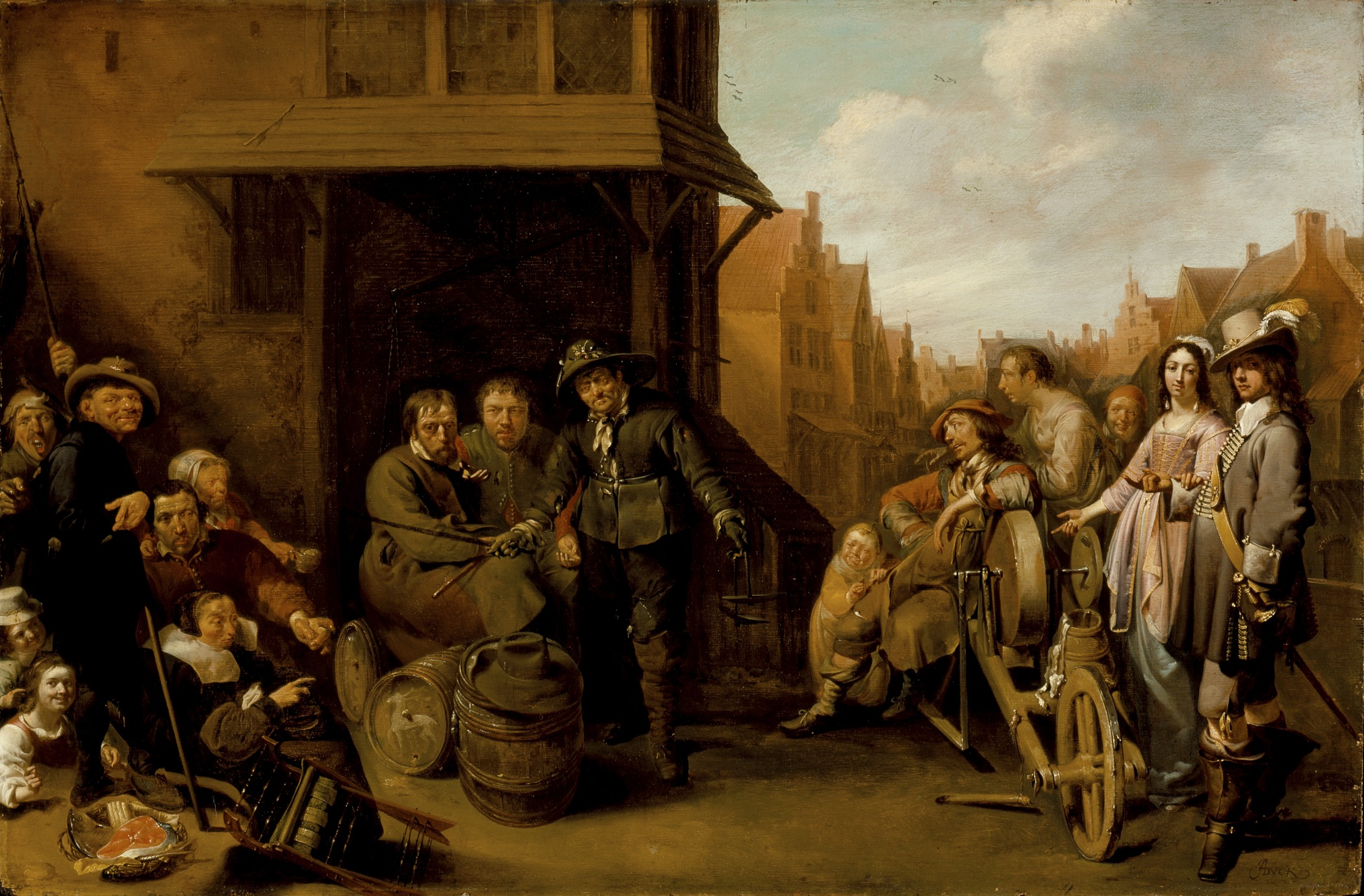
Уличная сценка с элегантным кавалером (1655)
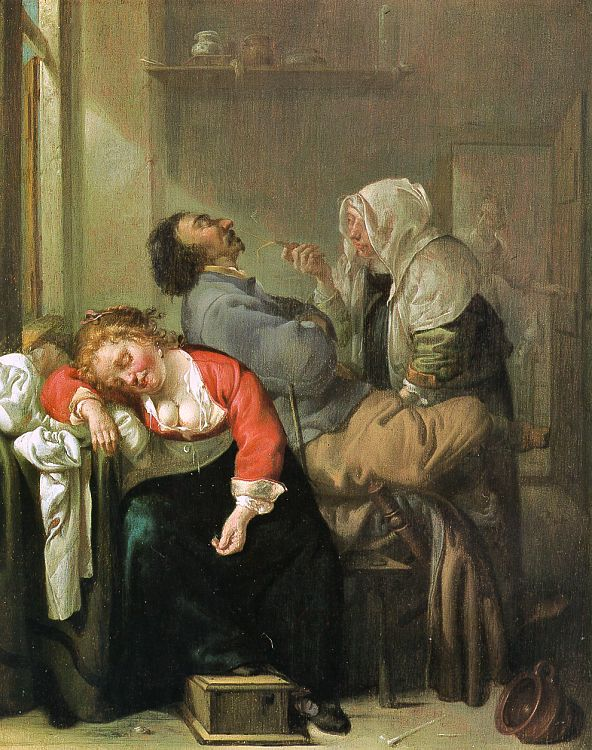
Спящая проститутка (Сцена в борделе)
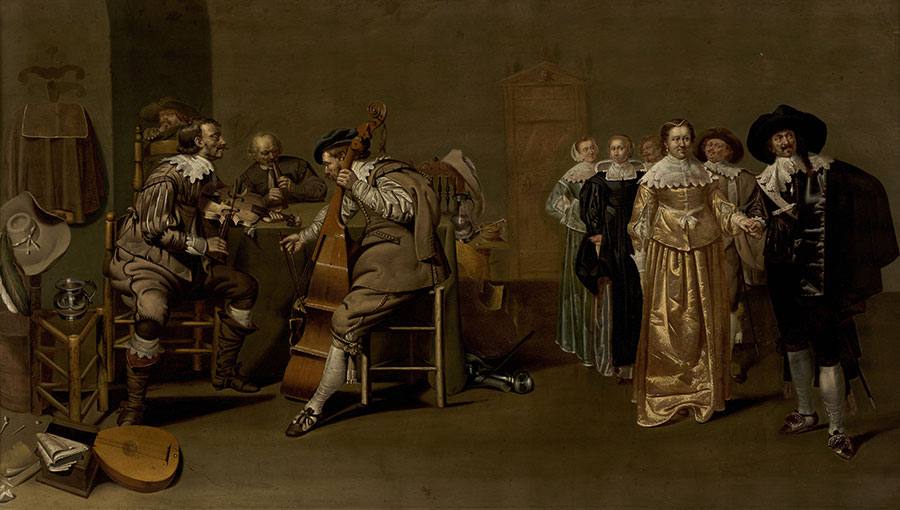
Котильон